# Biserica „Sfântul Arhanghel Mihail” din Gherman
Biserica „Sf. Arhanghel Mihail” este o biserică amplasată în Gherman, raionul Ungheni, Republica Moldova. Este un monument arhitectural de importanță națională inclus în Registrul monumentelor Republicii Moldova ocrotite de stat cu nr. 1631 (raionul Ungheni). Datează din 1913.